# Palacio de la Superintendencia del Patrimonio Cultural de Siracusa
El edificio de la Superintendencia de Bienes Culturales de Siracusa es un edificio situado en la Piazza del Duomo de Siracusa, en la isla de Ortigia. Es la sede de la Superintendencia del Patrimonio Cultural y Ambiental de Siracusa. Este palacio es conocido también como el “Gabinete Numismático”, ya que alberga una exposición permanente de monedas antiguas.
En su lugar, a principios del siglo XX era un convento desconsagrado, titulado Convento de San Juan de Dios, hoy demolido, que albergaba el Museo Arqueológico de Siracusa, hoy reubicado en Viale Teocrito.

## Cortesanos
El palacio, construido en la segunda mitad del siglo XIX, es de estilo neoclásico. La fachada presenta una gran puerta de arco de medio punto y dos plantas; En la planta baja hay cuatro grandes ventanales rectangulares y en el piso superior cinco ventanas de arco de medio punto, intercaladas con ocho pilastras con capiteles jónicos.En su interior hay grandes salas y se exhibe una colección numismática de monedas de época griega, romana y medieval, muchas de las cuales fueron encontradas en Siracusa. Todo ello va acompañado de hojas de documentación y fotografías. 

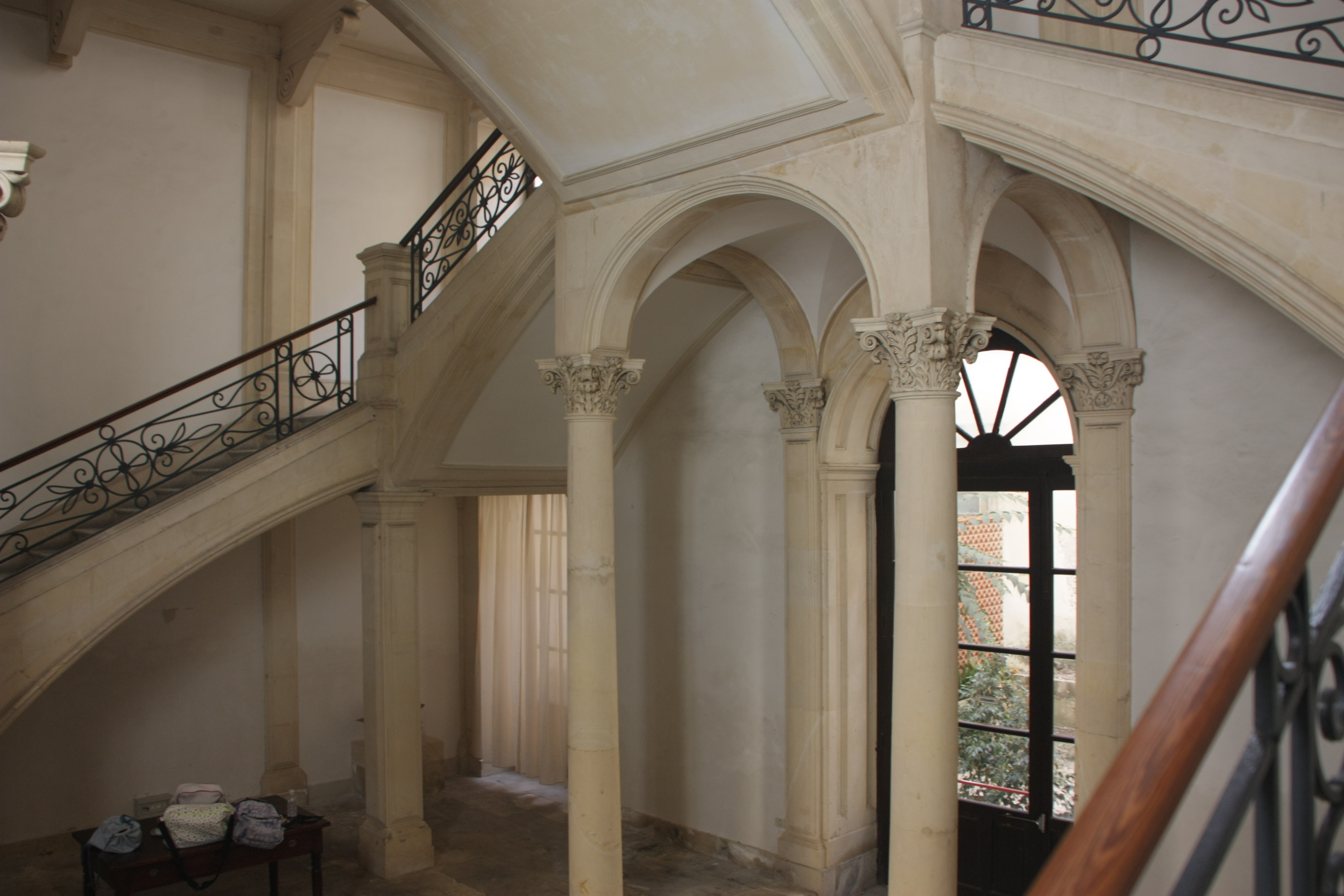
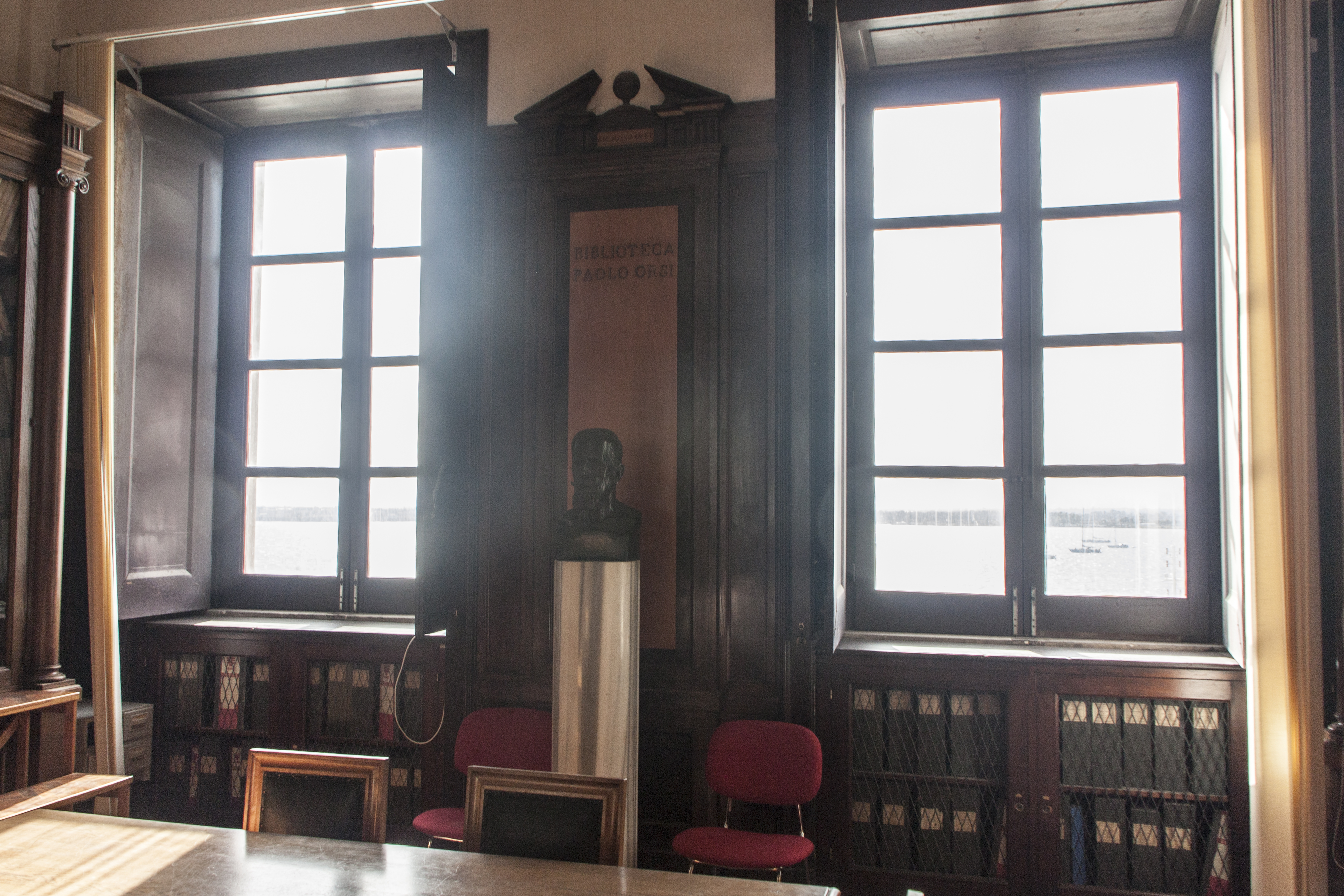
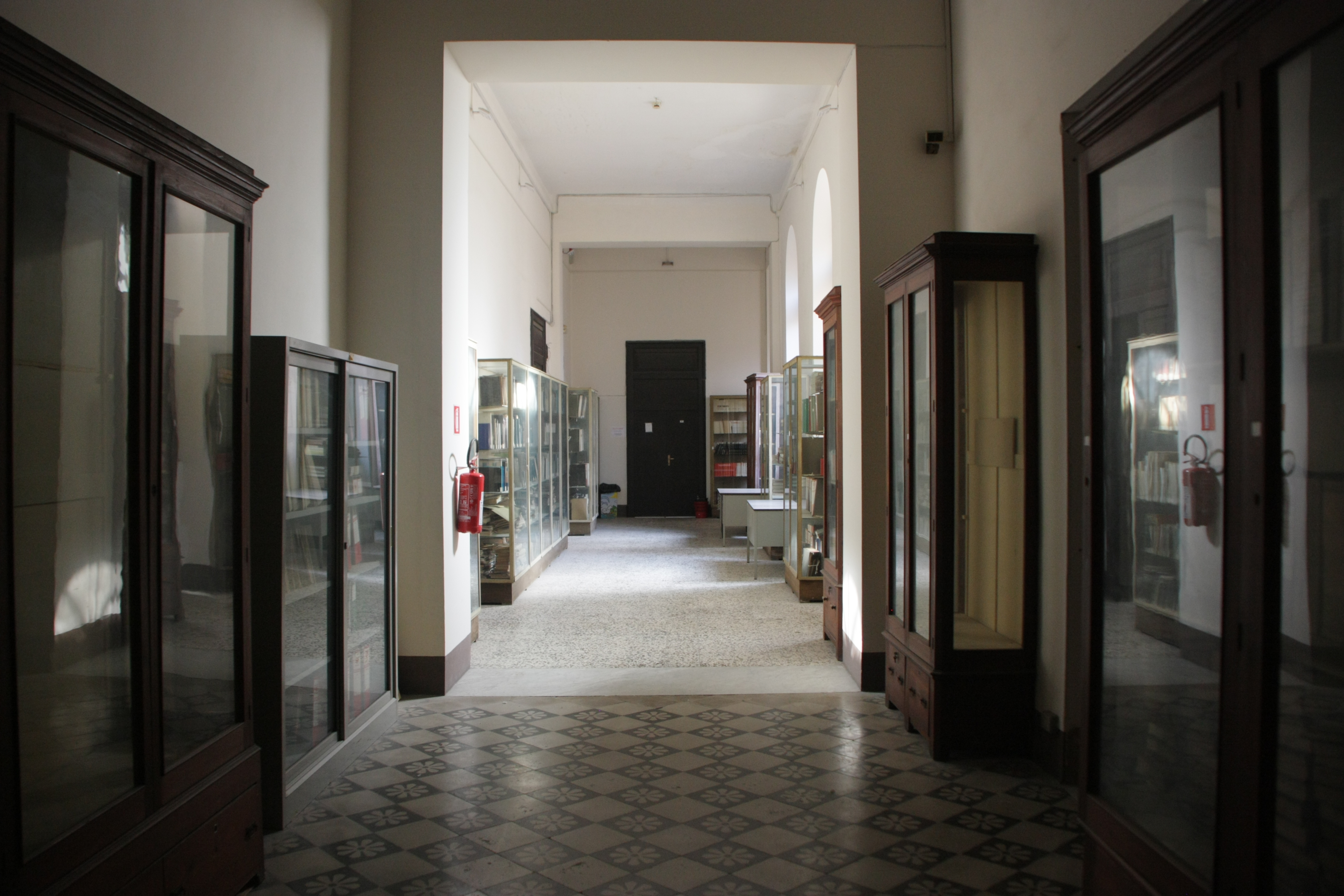